# Roland von Bremen
Pour les articles homonymes, voir Germania.
Le Roland von Bremen est le nom donné à une réplique de cogue de la Ligue hanséatique de 1380.

Son port d'attache est le musée maritime de Brême  en  Allemagne.

## Histoire
C'est d'une épave de cogue trouvée en 1962 et exposée au Deutsches Schiffahrtsmuseum de Bremerhaven que trois répliques presque identiques ont été construites : Ubena von Bremen (1990), Kieler Hanse-Kogge (1991) et Roland von Bremen. Cette dernière a été réalisée par la société Bremen Bootsbau à Vegesack de 1997 à 2000 et a été lancée en 2001.

Le Roland von Bremen fut amarré au musée à Brême. Il a coulé en quelques heures la nuit du 28 janvier 2014 à cause d'une avarie sur une vanne. Il  fut renfloué et fait l'objet d'un chantier de restauration par l'association Bras E.V. à Brême.